# Улица Романа Куликова
Улица Романа Куликова — улица в историческом центре Архангельска (Ломоносовский округ), проходит из жилого квартала на Набережной Северной Двины от набережной в глубь жилой застройки и за Новгородским проспектом заканчивается в жилом квартале перед Областной детской клинической больницей им. П. Г. Выжлецова. Пересекает Проспект Ломоносова. Протяжённость улицы около 500 метров.
Улица Романа Куликова есть также в райцентре Березник (Виноградовский район).

## История
Историческое название — Кевро́льская, по городу Кеврола (Кегро́ла). 
Первоначально проходила от набережной Северной Двины к границе города — Обводному каналу.
Современное название, с 1952 года, в память русского революционера-большевика Романа Петровича Куликова (1897—1918), уроженца Шенкурского уезда Архангельской губернии. Активный участник Октябрьской революции 1917 года, делегат Второго и Третьего Всероссийских съездов Советов, член ВЦИКа, в апреле 1918 года Р. Куликов получил направление в Архангельск, сотрудник военного отдела губисполкома, с мая 1918 года — секретарь Архангельского горкома РКП(б), комиссар при командующем сухопутными и морскими частями Архангельского района. 18 июля 1918 года Роман Куликов был смертельно ранен в разведовательном рейде у побережья Белого моря.
Памятник Роману Куликову планировался к установке в Архангельске на улице Логинова, в 1987 году установлен у д. 12 на Набережной Северной Двины в перспективе улицы Романа Куликова (проект И. Скрипкина, скульптор Л. Могилевский). Мемориальная доска была на д. 10 (не сохранился).
Чётная и частично нечётная стороны улицы в XXI веке застроены новыми многоэтажными жилыми домами и административным зданиями. Оставшаяся малоэтажная застройка по своей ветхости подлежит сносу.

## Галерея
- Доска почёта МО Приморский
- Администрация МО Приморский
- Уходящая натура
- Уходящая натура

## Достопримечательности
Мемориальная доска Ломоносовскому району (на д. 30, угол с Ломоносовским проспектом)

## Известные жители
Роман Куликов (дом не сохранился)